# Музей-усадьба Н. Г. Чернышевского
Музей-усадьба Н. Г. Чернышевского — исторический памятник Саратова. В этой усадьбе Чернышевский родился и прожил в общей сложности более двадцати лет.

## История

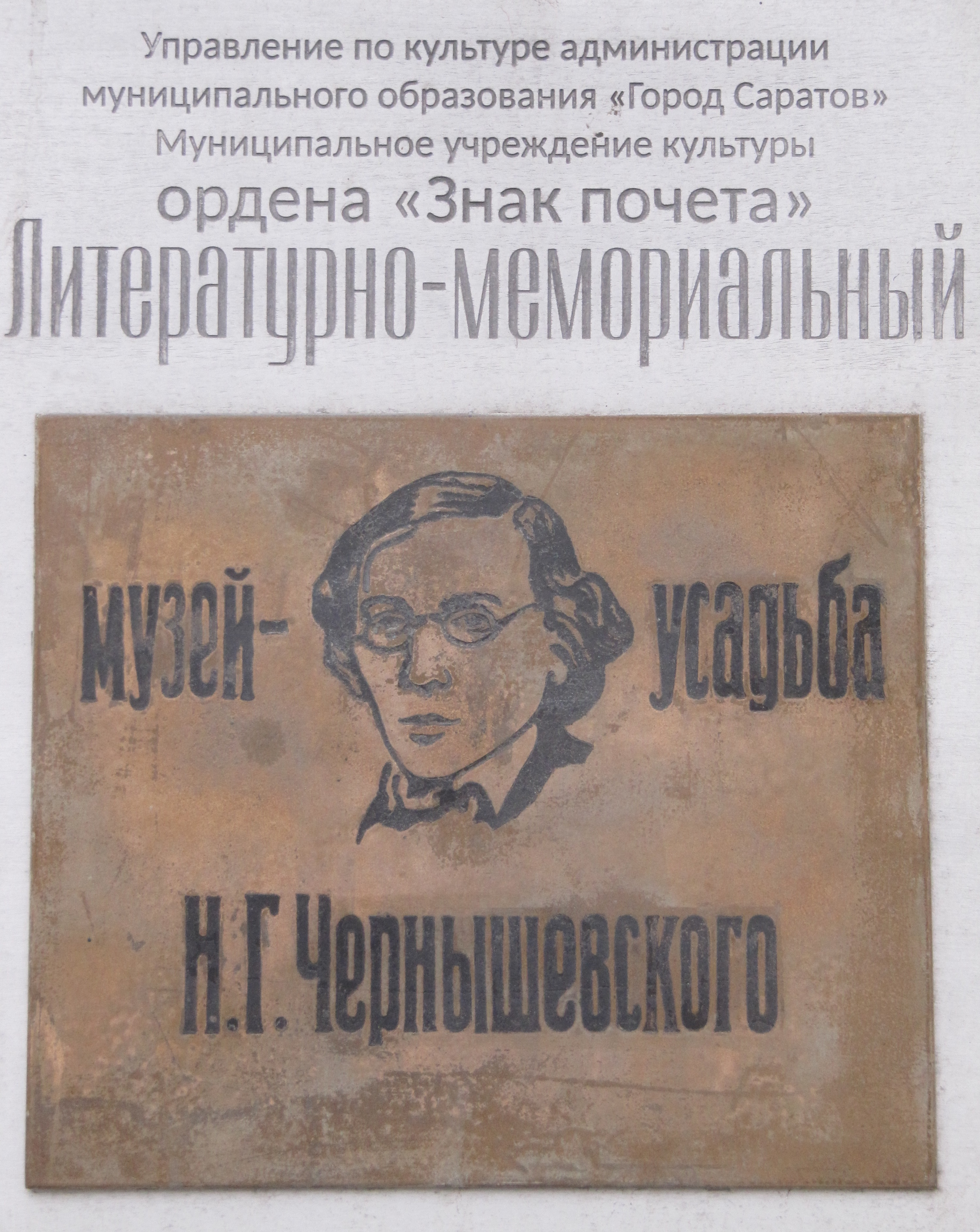
Музей усадьба Чернышевского, табличка

17 сентября 1920 года постановлением Совета Народных Комиссаров дом Чернышевского был объявлен национальным достоянием. В этом есть и личная заслуга А. В. Луначарского, поклонника творчества Н. Г. Чернышевского. Первым директором стал сын писателя — Михаил Николаевич Чернышевский (1858—3.05.1924). Затем, с 1924 года, музеем управляла Нина Михайловна Чернышевская. С 1976 года на эту должность вступила Галина Платоновна Муренина, которая занимала ее до начала 2020 года. С 2020 года пост директора занимает Манова Елена Николаевна.

## Описание
На территории находятся: мемориальный дом Н. Г. Чернышевского, флигель О. С. Чернышевской, дом Пыпиных, флигель Эдемовых, здание литературной экспозиции.
Коллекция музея — это 50 936 единиц хранения, среди которых есть особо ценные. Экспозиционно-выставочная площадь составляет 581 м². Имеется архив и научная библиотека.
Кроме культурно-массовой, музей ведёт также научно-исследовательскую работу, которая осуществляется как силами своих сотрудников, так и другими учёными.
На 2023 год запланирована реставрация фасадов и кровли здания.

## Награды
- Орден «Знак Почёта» от 1 августа 1978 года.